# Comarca de Ordes
Ordes is een comarca van de Spaanse provincie A Coruña. De hoofdstad is Ordes, de oppervlakte 487,5 km² en het heeft 18.496 inwoners (2005).

## Gemeenten
Cerceda, Frades, Mesía, Ordes, Oroso, Tordoia en Trazo.